# Tupinambis longilineus
Tupinambis longilineus és una espècie de sauròpsid (rèptil) escatós de la família Teiidae, descrita per Ávila-Pires en 1995 i fins a 2003 conegut únicament per 4 exemplars dels estats brasilers d'Acre i Rondônia (Pianka & Vitt 2003), és possible que estigui present en Pando o el nord del Departament de Beni.